# Amara Carmona Camacho
Amara Carmona Camacho (Madrid, 16 de mayo de 1977) es una actriz de etnia gitana española.

## Trayectoria
De familia de artistas, es hija de Luis Carmona, El Habichuela, y hermana de Pepe Luis Carmona, fundador del grupo de música español de nuevo flamenco llamado La Barbería del Sur. También es prima de los integrantes del grupo Ketama.
Carmona, cuando tenía solo 17 años, protagonizó en 1995 junto a Pedro Alonso la película Alma gitana. El film, dirigido por Chus Gutiérrez, indaga en los valores de la cultura gitana. Su interpretación como Lucía le valió una nominación a los Premios Goya a mejor actriz revelación. Posteriormente, Carmona protagonizó Cachito, del director Enrique Urbizu, junto a Jorge Perugorría y Sancho Gracia.
En 2014, participó en la película El último baile de Carmen Amaya, que utiliza el centenario del nacimiento de la bailaora y cantaora de flamenco catalana Carmen Amaya, como punto de partida para contar la historia de la protagonista. Dirigida por Judith Colell, el film estuvo nominado a los Premios Gaudí a Mejor película para televisión.

## Filmografía
- 1981 – Vámonos
- 1995 – Alma gitana
- 1996 – Cachito
- 1998 – Insomnio
- 1999 – La neña los míos güeyos (cortometraje)
- 1999 – Ione, sube al cielo
- 2002 – El lado oscuro
- 2002 – Viajes astrales
- 2014 – El último baile de Carmen Amaya
- 2018 – Arde Madrid (serie de televisión)

## Reconocimientos
Carmona fue nominada en 1996 a los Premios Goya a mejor actriz revelación por su papel de Lucía en la película Alma gitana dirigida por Chus Gutiérrez.
En 2003, el Área de Mujer de la Fundación Secretariado Gitano (FSG) incluyó a Carmona en el libro 50 mujeres gitanas en la sociedad española que se elaboró junto al Instituto de la Mujer con la cofinanciación del Fondo Social Europeo. En la publicación, aparecen figuras relevantes como Adelina Jiménez Jiménez, primera mujer española de etnia gitana que ganó por oposición el título de maestra nacional o Pilar Heredia Iglesias, la primera mujer de etnia gitana que ocupó un cargo institucional en el gobierno de España.